# هال دونكان
هال دونكان (بالإنجليزية: Hal Duncan)‏ (21 أكتوبر 1971 في المملكة المتحدة)؛ كاتب، شاعر وروائي بريطاني.

## روابط خارجية
- هال دونكان على موقع ميوزك برينز (الإنجليزية)